# Formule de Briot
La formule de Briot est une formule empirique en optique qui décrit la dispersion d'un milieu. Énoncée en 1864 par le mathématicien français Charles Briot, elle fait partie d'une série de lois empiriques décrivant l'indice de réfraction n d'un milieu en fonction de la longueur d'onde λ de la lumière incidente, de la même manière que la loi de Cauchy et que l'équation de Sellmeier.
Cette formule est applicable surtout pour les milieux dont les pics d'absorption se situent dans l'infrarouge et l'ultraviolet à la fois.
La formule est de la forme :
{\displaystyle n^{2}\approx -A'\lambda ^{2}+A+{\frac {B}{\lambda ^{2}}}+{\frac {C}{\lambda ^{4}}}},
où A', A, B et C sont des constantes empiriques.
Il résulte de la complétion par Briot de la formule de Cauchy qui est de la forme {\displaystyle n^{2}\approx A+{\frac {B}{\lambda ^{2}}}+{\frac {C}{\lambda ^{4}}}}.
L'ajout de ces termes et le débat entre Cauchy et Briot porte alors sur l'interprétation de l'absence de dispersion dans le vide. Briot, partisan de l'existence de l'éther, estime que si la lumière n'est pas dispersée par l'éther, c'est que seule la matière dite « pondérable » et ses oscillations jouent un rôle dans la dispersion, d'où l'apparition de termes en λ2.

## Publication
La publication originale de cette formule est faite dans l'ouvrage Essai sur la théorie mathématique de la lumière, Paris, Mallet-Bachelier, 1864, 132 p..